# Al-Wahda FC
Al-Wahda FC is een professionele voetbalclub uit de stad Abu Dhabi in het emiraat Abu Dhabi in de Verenigde Arabische Emiraten.

## Erelijst
Landskampioen in 1999, 2001, 2005, 2010
UAE President Cup winnaar in 2000, 2017
UAE Super Cup winnaar in 2002, 2011, 2017, 2018
Union Cup winnaar in 1985, 1998, 2001
Federation Cup: winnaar in 1986, 1995, 2001
Etisalat Cup: winnaar in 2016, 2018

## Internationaal
Internationaal nam Al-Wahda veertien keer deel aan een AFC competitie.
AFC Champions League: 2004, 2006, 2007, 2008, 2010, 2011, 2015, 2017, 2018, 2019
Aziatisch Kampioenschap voor landskampioenen: 2000, 2002
Aziatische beker voor bekerwinnaars: 1998/99, 2000/01

## Bekende (oud-)spelers
- Allan Marques Loureiro
- Pizzi

### Nederlandse (oud-) spelers
- Sem Steijn

## Nederlandse trainers
In juni 2019 werd Maurice Steijn benoemd tot trainer als opvolger van Henk ten Cate. Eerder waren ook al de Nederlanders Jo Bonfrère (3x), Rinus Israël (2x) en Ruud Krol werkzaam bij Al Wahda.
In 2020 is Mark Wotte kortstondig de hoofdtrainer, Alfons Groenendijk, Michael Lindeman en Dennis Gentenaar waren zijn assistent-trainers. Hij werd opgevolgd door Vuk Rasovic.
Ajman Club · Al Ain FC · Al Dhafra SCC · Al-Fujairah SC · Al-Ittihad Kalba SC  · Al-Jazira Club · Al-Nasr SC · Al-Wahda FC · Al-Wasl Club · Baniyas SC · Dibba Al-Fujairah Club · Emirates Club · Shabab Al-Ahli Club · Sharjah SC